# Distretto di Jalor
Il distretto di Jalor è un distretto del Rajasthan, in India, di 1 448 486 abitanti. È situato nella divisione di Jodhpur e il suo capoluogo è Jalor.